# Olfanny Méndez
Olfanny Yuverka Méndez Matos (Los Ríos, Bahoruco, 7 de marzo de 1994) es una activista, política y comunicadora social dominicana. Fue electa el 5 de julio de 2020 diputada por la provincia Bahoruco en representación del Partido Revolucionario Moderno (PRM). Se juramento el 16 de agosto en su cargo de diputada y ese día fue elegida vicepresidenta de la Cámara de Diputados de República Dominicana. Ostenta el título la diputada más joven y la vicepresidenta de la Cámara de Diputados más joven de la historia dominicana.

## Biografía
Olfanny Méndez nació en el municipio de Los Ríos, provincia Bahoruco el 7 de marzo de 1994. Es la novena y última hija del matrimonio entre Olfa Matos Medina y Francisco 'Igua' Méndez Batista. Su padre Francisco Méndez es un escritor, productor de café y dirigente político de la provincia Bahoruco. Su madre Olfa Matos es licenciada en pedagogía y empresaria de Bahoruco. Es madre de dos niñas Sophie Juliette y Kate Aléh García Méndez.
Realizó sus estudios en Los Ríos, provincia Bahoruco. Curso la primaria en la Escuela Juan Pablo Duarte y el bachillerato en el Liceo Humberto Recio. Comunicación Social en la Universidad Católica Santo Domingo (UCSD).
En su niñez y juventud trabajó en actividades en la iglesia local con el objetivo de apoyar a la niñez y a su comunidad.
Desde muy joven mostró interés en la actividad física y los deportes en especial el voleibol que aún sigue practicado. Es una de las pioneras del grupo deportivo ¨Rieros Todo Terreno¨. Su labor social se unió con su pasión al deporte, colaborando en la realización de eventos deportivos y torneos a lo largo de su juventud. Fue una de las fundadoras del grupo deportivo Las Estelares que es un equipo de softball femenino juvenil, colaboró en la creación de un equipo de basquetbol y dirigió un equipo de voleibol y ajedrez.
Colaboró y fue voluntaria en World Visión Dominican Republic y Peace Corps (El Cuerpo de Paz). La familia Méndez-Matos por iniciativa de la actual diputada se ofreció como familia anfitriona alternativa para El Cuerpo de Paz. Una de sus obras a favor de su comunidad fue la construcción de una cancha de básquetbol y voleibol en uno de los sectores menos desarrollados de Los Ríos, Bahoruco llamado El Faro.
En el 2013 junto a su familia y varios amigos crearon la Fundación Llevando Sonrisas que tiene la misión de alegrar a las personas que más lo necesitan, proporcionando a las familias juguetes y alimentos.
Se destacó como coordinadora provincial de la Juventud de Luis Abinader Presidente (JLAP) en Bahoruco. Lanzó su candidatura como aspírate a Diputada por el Partido Revolucionario Moderno (PRM) y aliados por la provincia Bahoruco en el 2019, con tan solo 25 años de edad. El 5 de julio de 2020 fue electa como Diputada por Bahoruco con un total de 11,526 votos. Fue designada como vicepresidenta de la Cámara de Diputados el 16 de agosto de 2020. En la actualidad es la diputada más joven con 28 años de edad.
Desde su juramentación ha trabajando por el bienestar y el progreso de su provincia ahora desde la Cámara de Diputados. En su gestión en la Cámara de Diputados ha desarrollado varios proyectos de ley y resoluciones a favor de Bahoruco, con el objetivo de mejorar la calidad de vida de sus poblanos.
En 2024, se convirtió en la primera mujer en presidir la Comisión de Deportes de la Cámara de Diputados, desde donde ha impulsado diversas iniciativas para promover el deporte y apoyar el desarrollo juvenil en su provincia.
Su iniciativa más destacada ha sido la creación del Voluntariado Juvenil Legislativo, una plataforma que empodera a jóvenes dominicanos en el ámbito político, promoviendo la participación ciudadana en los procesos legislativos y democratizando el acceso a la política para las nuevas generaciones. Por su liderazgo y su influencia positiva, Olfanny fue galardonada en 2024 con el Premio Nacional de la Juventud en la categoría de Liderazgo Político y fue seleccionada como jurado en la edición del Premio Nacional de la Juventud 2023.